# Camptoprosopella diversa
Camptoprosopella diversa är en tvåvingeart som beskrevs av Charles Howard Curran 1926. Camptoprosopella diversa ingår i släktet Camptoprosopella och familjen lövflugor. Inga underarter finns listade i Catalogue of Life.